# 沈黙の粛清
『沈黙の粛清』（ちんもくのしゅくせい、原題：Code of Honor）は、2016年制作のアメリカ合衆国のアクション映画。スティーヴン・セガール主演・製作総指揮。R15+指定。

## あらすじ
麻薬取引の現場でギャングたちが皆殺しにされる事件が発生した。
FBIの捜査の結果、元米軍特殊部隊員のロバート・サイクスが有力な容疑者に浮上する。サイクスはかつて愛する家族をギャングに殺されたことで、自らの正義に基づき、また自身の復讐のため、街の悪党たちを次々と血祭りに上げていく。
かつてサイクスと同じ部隊にいたFBI捜査官のポーターはサイクスを追う。一方、サイクスに部下を殺されたマフィアのボス・ロマノも組織を総動員してサイクスを追う。そして、サイクス、FBI、マフィアの三つ巴の壮絶な戦いが始まる。

## キャスト
※括弧内は日本語吹替
- ロバート・サイクス大佐：スティーヴン・セガール（大塚明夫）
- ウィリアム・ポーターFBI捜査官：クレイグ・シェイファー（さかき孝輔）
- ジェームズ・ピーターソン：ルイス・マンディロア（根本泰彦）
- ヴィンセント・ロマノ：ジェームズ・ルッソ（早川毅）
- ケリー・グリーン：ヘレナ・マットソン（矢口千博）
- コネリー警部：マイケル・フリン(俳優)（宮崎敦吉）
- ジェリー・サイモン：グリフ・ファースト（野川雅史）
- ラファエル・ペタルディ
- R・D・コール